# Jasper Cillessen
Jacobus Antonius Peter Cillessen (Nimega, 22 de abril de 1989) es un futbolista neerlandés que juega de portero en el NEC Nimega de la Eredivisie.

## Trayectoria

### Inicios
Tras iniciarse en las inferiores del De Treffers y del NEC Nimega, es en este último donde debutó oficialmente el 28 de agosto de 2010 ante el SC Heerenveen, en sustitución del húngaro Gábor Babos. Fue elegido "Jugador del partido", y tal fue su desarrollo que en la campaña 2010-11 fue el portero titular del club, jugando todos los partidos de liga.

### Ajax
El 27 de agosto de 2011 fue contratado por el Ajax de Ámsterdam, en una cifra que bordeaba los tres millones de euros. Debutó oficialmente ante el VV Noordwijk en un duelo de copa, el 21 de septiembre de ese mismo año. Solo un mes después hizo su debut en liga, en el clásico ante el Feyenoord (con triunfo para su equipo por tres goles a uno).
Con el club de la capital neerlandesa ganó tres ligas, además de haber sido llamado a la selección nacional.

### España
El 25 de agosto de 2016 se hizo oficial el fichaje de Jasper Cillessen por el Fútbol Club Barcelona por 13 millones de euros más dos millones en variables. Debutó el 10 de septiembre de 2016 en la derrota por 1 a 2 ante el Deportivo Alavés. En su primera temporada logró el título de Copa del Rey al vencer por 3 a 1 al mismo equipo, siendo titular durante todo el torneo. Además, participó en un encuentro de Liga de Campeones ante el Borussia Mönchengladbach. En su segunda campaña en el club volvió a repetir título copero, además de conquistar el título de Liga. En la final de Copa del Rey ante el Sevilla F. C., inició la jugada del primer gol.
Tras dos temporadas siendo el suplente de Marc-André ter Stegen, los rumores de su salida se incrementaron en los meses de verano de 2018. A pesar de ello, inició la temporada con el club azulgrana. Al igual que en las anteriores temporadas, no debutaría de forma oficial hasta la Copa del Rey, en la victoria fuera de casa por 0-1 ante la Cultural Leonesa. Jasper también jugó el último partido de la fase de grupos de la Liga de Campeones ante el Tottenham Hotspur, recibiendo el gol del empate a 1 de Lucas Moura en los últimos minutos. Tras jugar tanto en la ida como en la vuelta ante el Levante U. D. en los octavos de final de Copa, el Barça se enfrentó al Sevilla F. C. en los cuartos de final. Luego de perder el primer partido por 2-0, remontaron la eliminatoria con un contundente 6-1, donde Jasper paró un penalti a Ever Banega cuando el partido marchaba 1-0. Apenas unos días después de esta eliminatoria, se lesionó en un entrenamiento en el sóleo derecho, teniendo que estar un tiempo de 6 semanas de baja, perdiéndose las semifinales de la Copa. Su primer partido de Liga esa temporada fue en la jornada 35, frente al Celta de Vigo, ejerciendo como capitán del equipo culé. Volvería a repetir titularidad días después en la jornada 37 en el Camp Nou frente al Getafe C. F.
El 26 de junio de 2019 el Fútbol Club Barcelona hizo oficial su traspaso al Valencia Club de Fútbol a cambio de 35 millones de euros. En los tres años que estuvo en el equipo alcanzó los 50 partidos disputados.

### Regreso a los Países Bajos
El 8 de agosto se confirmó su vuelta al fútbol de su país y al NEC Nimega, el equipo con el que empezó su carrera. En esta segunda etapa en el club fueron subcampeones de la Copa de los Países Bajos 2023-24.
El 19 de junio de 2024 se hizo oficial su regreso a España después de que la U. D. Las Palmas anunciara su llegada para las siguientes dos temporadas. El 31 de marzo de 2025 durante el partido que lo enfrentaba al Real Celta en Balaídos recibió un rodillazo fortuito por parte de Borja Iglesias que le provocó una perforación intestinal de la que tuvo que ser operado de urgencia. Tras un año en el club activó la cláusula de rescisión por descenso y el 30 de junio de 2025 quedó libre.

### Tercera etapa en Nimega
El 1 de agosto de 2025, se anunció su regreso al NEC Nimega por segunda vez. Firmó un contrato de un año hasta mediados de 2026.

## Selección nacional
Su debut con la oranje se produjo en un amistoso ante Indonesia, el 7 de junio de 2013.
El 13 de mayo de 2014 fue incluido por el entrenador de la selección de los Países Bajos, Louis van Gaal, en la lista preliminar de 30 jugadores con miras a la Copa Mundial de Fútbol de 2014 en Brasil. Finalmente fue confirmado en la nómina definitiva de 23 jugadores el 31 de mayo. Cillessen fue titular en todos los partidos disputados por su selección. Llamó particularmente la atención su primer juego mundialista, donde Países Bajos, goleó 5-1 a la selección de España, equipo que llegaba como campeón defensor del título. Países Bajos llegó hasta las semifinales y terminó ubicándose en tercer lugar del torneo.

### Participaciones en Copas del Mundo
| Mundial                        | Sede   | Resultado    |
| ------------------------------ | ------ | ------------ |
| Copa Mundial de Fútbol de 2014 | Brasil | Tercer lugar |

| Partidos en Copa Mundial FIFA 2014 | Partidos en Copa Mundial FIFA 2014 | Partidos en Copa Mundial FIFA 2014 | Partidos en Copa Mundial FIFA 2014 | Partidos en Copa Mundial FIFA 2014 | Partidos en Copa Mundial FIFA 2014 | Partidos en Copa Mundial FIFA 2014 | Partidos en Copa Mundial FIFA 2014 |
| Edición                            | Sede                               | Fecha                              | Partido                            | Partido                            | Partido                            | Fase                               |                                    |
| ---------------------------------- | ---------------------------------- | ---------------------------------- | ---------------------------------- | ---------------------------------- | ---------------------------------- | ---------------------------------- | ---------------------------------- |
| 2014                               | Brasilia                           | 12 de julio de 2014                | Brasil                             | 0:3 (0:2)                          | Países Bajos                       | Partido por el tercer puesto       |                                    |
| 2014                               | São Paulo                          | 9 de julio de 2014                 | Países Bajos                       | 0:0 t.s. 2:4 PEN                   | Argentina                          | Semifinales                        |                                    |
| 2014                               | Salvador                           | 5 de julio de 2014                 | Países Bajos                       | 0:0 t.s. 4:3 PEN                   | Costa Rica                         | Cuartos de final                   |                                    |
| 2014                               | Fortaleza                          | 29 de junio de 2014                | Países Bajos                       | 2:1 (0:0)                          | México                             | Octavos de final                   |                                    |
| 2014                               | São Paulo                          | 23 de junio de 2014                | Países Bajos                       | 2:0 (0:0)                          | Chile                              | Primera fase                       |                                    |
| 2014                               | Porto Alegre                       | 18 de junio de 2014                | Australia                          | 2:3 (1:1)                          | Países Bajos                       | Primera fase                       |                                    |
| 2014                               | Salvador                           | 13 de junio de 2014                | España                             | 1:5 (1:1)                          | Países Bajos                       | Primera fase                       |                                    |

### Eliminatorias para la Copa Mundial FIFA 2014
| Partidos Eliminatoria Copa Mundial 2014 | Partidos Eliminatoria Copa Mundial 2014 | Partidos Eliminatoria Copa Mundial 2014 | Partidos Eliminatoria Copa Mundial 2014 | Partidos Eliminatoria Copa Mundial 2014 | Partidos Eliminatoria Copa Mundial 2014 | Partidos Eliminatoria Copa Mundial 2014 | Partidos Eliminatoria Copa Mundial 2014 |
| Edición                                 | Sede                                    | Fecha                                   | Partido                                 | Partido                                 | Partido                                 | Fase                                    |                                         |
| --------------------------------------- | --------------------------------------- | --------------------------------------- | --------------------------------------- | --------------------------------------- | --------------------------------------- | --------------------------------------- | --------------------------------------- |
| 2014                                    | Estambul                                | 15 de octubre de 2013                   | Turquía                                 | 0:2 (0:1)                               | Países Bajos                            | SF                                      |                                         |

## Estadísticas

### Clubes
- Actualizado el 31 de marzo de 2025.

| Club                         | Div.          | Temporada     | Liga  | Liga  | Copas nacionales | Copas nacionales | Torneos internacionales | Torneos internacionales | Total | Total |
| Club                         | Div.          | Temporada     | Part. | Goles | Part.            | Goles            | Part.                   | Goles                   | Part. | Goles |
| ---------------------------- | ------------- | ------------- | ----- | ----- | ---------------- | ---------------- | ----------------------- | ----------------------- | ----- | ----- |
| NEC Nimega · Países Bajos    | 1.ª           | 2010-11       | 31    | 0     | 1                | 0                | ―                       | ―                       | 32    | 0     |
| NEC Nimega · Países Bajos    | 1.ª           | 2011-12       | 3     | 0     | ―                | ―                | ―                       | ―                       | 3     | 0     |
| A. F. C. Ajax · Países Bajos | 1.ª           | 2011-12       | 4     | 0     | 3                | 0                | ―                       | ―                       | 7     | 0     |
| A. F. C. Ajax · Países Bajos | 1.ª           | 2012-13       | 5     | 0     | 5                | 0                | 1                       | 0                       | 11    | 0     |
| A. F. C. Ajax · Países Bajos | 1.ª           | 2013-14       | 25    | 0     | 1                | 0                | 7                       | 0                       | 33    | 0     |
| A. F. C. Ajax · Países Bajos | 1.ª           | 2014-15       | 32    | 0     | 0                | 0                | 10                      | 0                       | 42    | 0     |
| A. F. C. Ajax · Países Bajos | 1.ª           | 2015-16       | 33    | 0     | 1                | 0                | 10                      | 0                       | 44    | 0     |
| A. F. C. Ajax · Países Bajos | 1.ª           | 2016-17       | 2     | 0     | 0                | 0                | 4                       | 0                       | 6     | 0     |
| A. F. C. Ajax · Países Bajos | Total club    | Total club    | 101   | 0     | 10               | 0                | 32                      | 0                       | 143   | 0     |
| F. C. Barcelona · España     | 1.ª           | 2016-17       | 1     | 0     | 8                | 0                | 1                       | 0                       | 10    | 0     |
| F. C. Barcelona · España     | 1.ª           | 2017-18       | 1     | 0     | 9                | 0                | 1                       | 0                       | 11    | 0     |
| F. C. Barcelona · España     | 1.ª           | 2018-19       | 3     | 0     | 7                | 0                | 1                       | 0                       | 11    | 0     |
| F. C. Barcelona · España     | Total club    | Total club    | 5     | 0     | 24               | 0                | 3                       | 0                       | 32    | 0     |
| Valencia C. F. · España      | 1.ª           | 2019-20       | 24    | 0     | 0                | 0                | 6                       | 0                       | 30    | 0     |
| Valencia C. F. · España      | 1.ª           | 2020-21       | 10    | 0     | 0                | 0                | ―                       | ―                       | 10    | 0     |
| Valencia C. F. · España      | 1.ª           | 2021-22       | 17    | 0     | 0                | 0                | ―                       | ―                       | 17    | 0     |
| Valencia C. F. · España      | Total club    | Total club    | 51    | 0     | 0                | 0                | 6                       | 0                       | 57    | 0     |
| NEC Nimega · Países Bajos    | 1.ª           | 2022-23       | 32    | 0     | 0                | 0                | ―                       | ―                       | 32    | 0     |
| NEC Nimega · Países Bajos    | 1.ª           | 2023-24       | 31    | 0     | 2                | 0                | ―                       | ―                       | 33    | 0     |
| U. D. Las Palmas · España    | 1.ª           | 2024-25       | 27    | 0     | 0                | 0                | ―                       | ―                       | 27    | 0     |
| U. D. Las Palmas · España    | Total club    | Total club    | 27    | 0     | 0                | 0                | ―                       | ―                       | 27    | 0     |
| NEC Nimega · Países Bajos    | 1.ª           | 2025-26       | 0     | 0     | 0                | 0                | ―                       | ―                       | 0     | 0     |
| NEC Nimega · Países Bajos    | Total club    | Total club    | 97    | 0     | 3                | 0                | ―                       | ―                       | 100   | 0     |
| Total carrera                | Total carrera | Total carrera | 281   | 0     | 37               | 0                | 41                      | 0                       | 359   | 0     |
| 1. 2.                        |               |               |       |       |                  |                  |                         |                         |       |       |

## Palmarés

### Campeonatos nacionales
| Título                        | Club            | País         | Año     |
| ----------------------------- | --------------- | ------------ | ------- |
| Eredivisie                    | A. F. C. Ajax   | Países Bajos | 2011-12 |
| Eredivisie                    | A. F. C. Ajax   | Países Bajos | 2012-13 |
| Supercopa de los Países Bajos | A. F. C. Ajax   | Países Bajos | 2013    |
| Eredivisie                    | A. F. C. Ajax   | Países Bajos | 2013-14 |
| Copa del Rey                  | F. C. Barcelona | España       | 2016-17 |
| Copa del Rey                  | F. C. Barcelona | España       | 2017-18 |
| La Liga                       | F. C. Barcelona | España       | 2017-18 |
| Supercopa de España           | F. C. Barcelona | España       | 2018    |
| La Liga                       | F. C. Barcelona | España       | 2018-19 |